# Sandy-Ground
Ne doit pas être confondu avec Sandy Ground (Anguilla).
Sandy-Ground est un quartier périphérique de la partie française de l’île de Saint-Martin, aux Antilles. Il est accolé au sud-ouest de Marigot, sur la route en direction des Terres-Basses et de l'aéroport international Princess Juliana.

## Étymologie
Le nom provient de la nature sableuse du sol (en anglais "sable" = "sand" et "sol" = "ground").

## Topographie
Situé sur la bande étroite de sable (tombolo) qui relie les Terres-Basses à Marigot et séparant la mer (baie de Marigot) du Grand Étang de Simsonbaai.

## Urbanisation
À l'origine, constructions sauvages (squats) sur cet espace vierge car situé en zone des cinquante pas géométriques donc sans lotissements autorisés. À l'époque, les "squatteurs" sont en majorité des ouvriers guadeloupéens qui, désirant s'installer à Saint-Martin, ne trouvaient pas où se loger. Se sont rapidement ajoutés les premiers travailleurs immigrés haïtiens. Depuis, plusieurs actions de régularisation (permis de construire, titre de propriété, raccordement aux réseau électrique, etc.) ont eu lieu ou ont été proposées.
À la suite de la défiscalisation de 1985, du morne Nettlé aux Terres-Basses, nombreuses constructions d'hôtels sur les deux rives de part et d'autre de la route. Mais la fréquentation touristique n'ayant pas suivi, environ la moitié on cessé leur activité hôtelière et ont été revendus à la découpe en studios, T1 ou T2. Le fait que les terrasses de ces chambres d'hôtel aient été dès l'origine aménagées en kitchenettes (chose exceptionnelle) pose la question d'une spéculation (et détournement de la dérogation de la loi sur les 50 pas géométriques).

## Services
- Établissements d'enseignement : écoles maternelles, écoles élémentaires.
- Maison de la culture avec ses activités de loisir et de sports, salle de cinéma, salle polyvalente.
- Plusieurs services pour le nautisme : Distribution carburant, shipchandlers, chantier naval, voilerie, ateliers mécaniques, etc[1].
- Petits commerces divers, supermarché, épicerie-buvette, bars et restaurants, lolos, garage et vendeur auto, location automobile, laverie, etc[1].
- Hôtels, Chambre d'hôtes (Guesthouse), salle de fêtes.

## Lieux remarquables et particularités
- Un canal (chenal) artificiel pour le passage des bateaux entre mer et étang, chevauché par un pont levant ouvert au trafic routier. Ce pont s'ouvre deux fois par jour (matin et après-midi) afin de laisser passer le trafic maritime de plaisance (voiliers, grands yachts).
- De nombreux bars et dancings, très animé la nuit.
- Plusieurs zones de carénage "privées" ont elles aussi été installées par comblement illicite de la mangrove, squats et auto-attributions.

## Sources
« Carte de Randonnée au 1:25.000, St.Martin & St.Barthélemy no 4606GT ». éd. 2014, IGN Paris, TOP 25, Série Bleue, « Commander online »